# Miguel Angel Aguilar Miranda
Miguel Angel Aguilar Miranda (ur. 5 kwietnia 1939 w Quito, zm. 1 kwietnia 2025) – ekwadorski duchowny rzymskokatolicki, w latach 2004-2014 ordynariusz polowy Ekwadoru.

## Życiorys
Święcenia kapłańskie przyjął 29 czerwca 1965. Inkardynowany do archidiecezji Quito, pracował przede wszystkim jako proboszcz w parafiach tejże archidiecezji. W 1990 przeszedł do ordynariatu polowego i został jego wikariuszem generalnym.
11 kwietnia 1991 został mianowany biskupem Guaranda. Sakrę biskupią otrzymał 4 maja 1991. 14 lutego 2004 został mianowany ordynariuszem polowym Ekwadoru. 18 czerwca 2014 przeszedł na emeryturę.